# Abdelkader El Khiati
Abdelkader El Khiati (en arabe : عبدالقادر الخیاطی), né en 1945 à l'époque au Maroc français, est un footballeur international marocain, qui évoluait au poste de défenseur.

## Biographie

### Carrière en sélection
Avec l'équipe du Maroc, il figure notamment dans le groupe des sélectionnés lors de la Coupe du monde de 1970. Lors du mondial organisé au Mexique, il joue un match contre l'équipe d'Allemagne.